# シマムラサキツユクサ

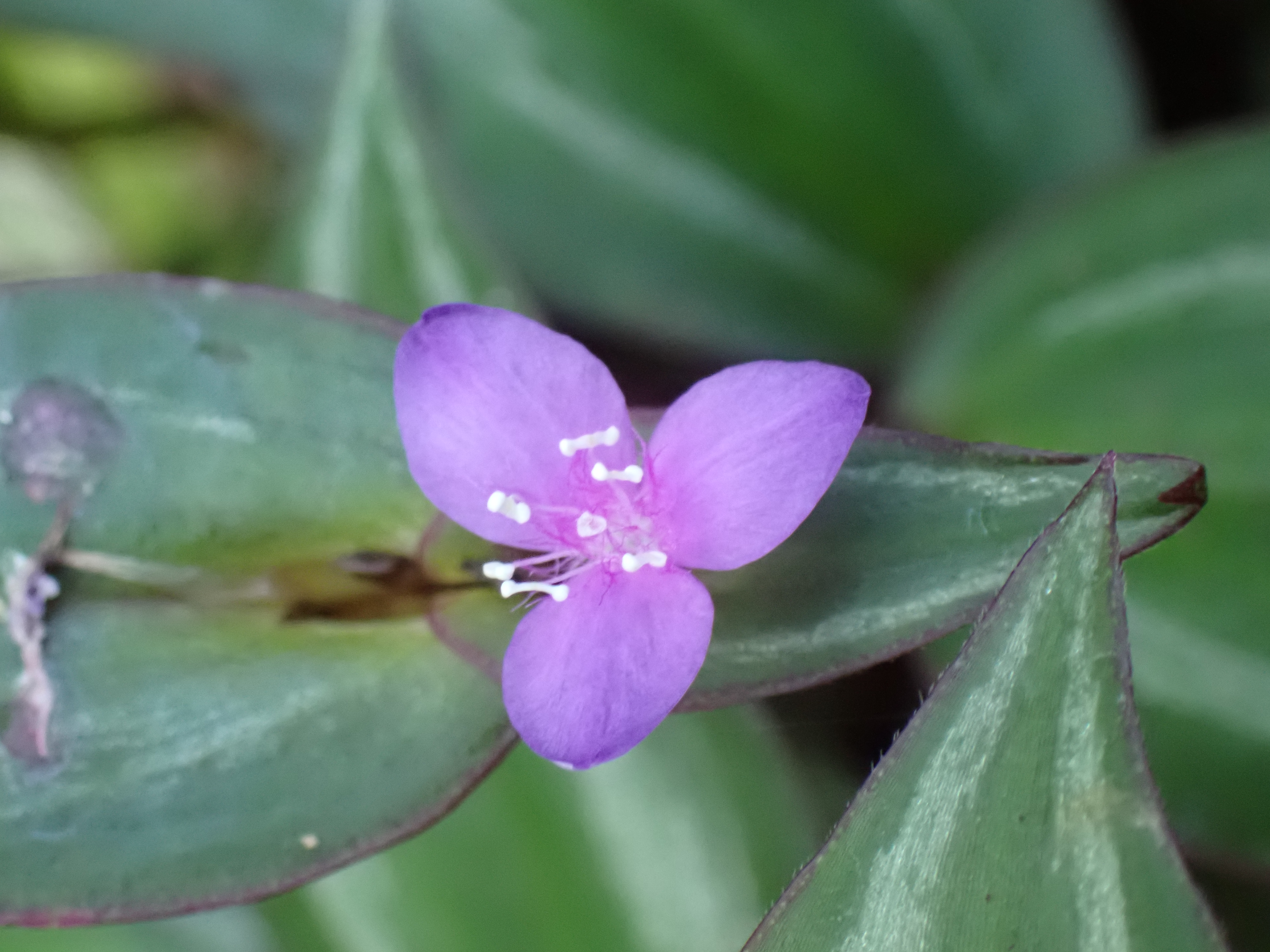
花（2025年4月 沖縄県石垣市）

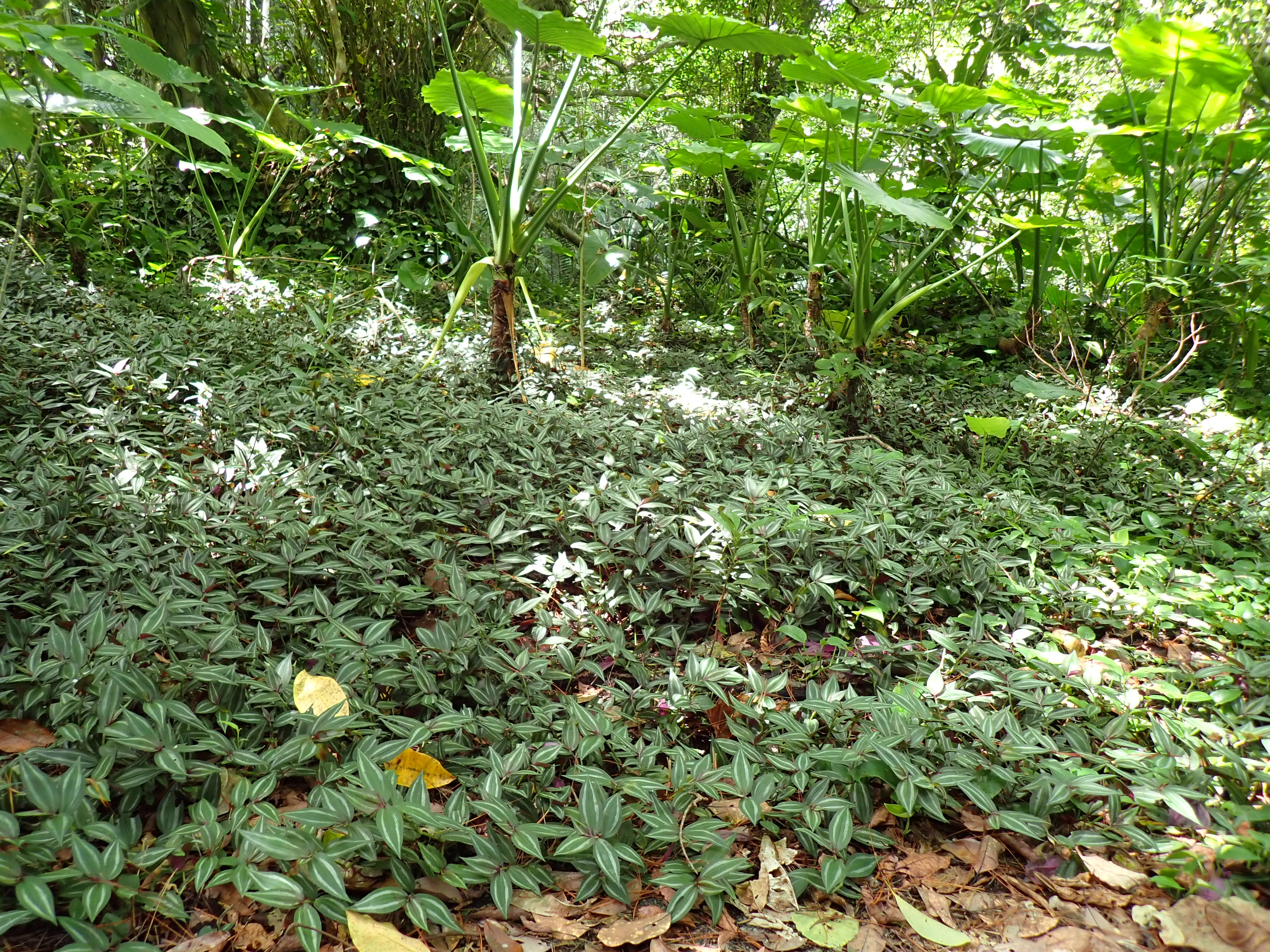
林床に繁茂（2024年9月 沖縄県石垣市）

シマムラサキツユクサ（縞紫露草、別名　ハカタカラクサ、ゼブリナ、学名：Tradescantia zebrina）は、ツユクサ科ムラサキツユクサ属の匍匐性多年性草本。

## 特徴
高さ10–20 cmほどで、茎は紫色を帯びた緑色で長さ50–100 cm、太さ2–3 mm、地を這う。枝を多数分枝し、接地した節から根を出して広がる。茎の長さは1 mに達する。葉は互生し、長さ4–10 cm、幅1.5–4 cmの卵状長楕円形で先は尖り、葉表は暗緑色で銀白色の線が2本入り、葉裏は紫色。葉は裏表ともに無毛。花は桃色で径1.5 cm、茎頂に単生、花弁は3枚、雄しべは6本。通年開花。

## 分布と生育環境
メキシコ原産で、日本へは昭和初期に観葉植物として導入された。沖縄県内各島で人里近くの林や海岸の林床に逸出野生化がみられる。

## 改良品種
'プルプシー' 'Purpusii'は葉の表面が赤みを帯び、縞模様が明瞭でない。'クアドリカラー' 'Quadricolor'は葉が金属光沢の緑色地に緑、赤、白の縞が入る。

## 利用
沖縄県内では庭植えや鉢植えで利用される。栽培適温は13–30℃であるため、降霜地では明るい室内で管理する。生長期の5–9月はたっぷりと灌水し、秋以降は控えめにする。繁殖は挿し木により行い、12℃以上あればいつでも可能。水に挿してもよく発根する。ツユクサ科の他の種と同様に、理科教育において葉の表皮細胞の観察、原形質分離や細胞含有物などの実験材料として利用される。